# Centro de Supercomputación Pawsey
El Centro de Supercomputación de Pawsey (PSC) es una instalación nacional de computación de alto rendimiento respaldada por el gobierno ubicada en Perth, Australia Occidental. Pawsey apoya a los investigadores en Australia Occidental y en toda Australia a través del Centro Pawsey (instalación).
Pawsey es una empresa conjunta no incorporada entre CSIRO, Curtin University, Edith Cowan University, Murdoch University y la University of Western Australia. La financiación proviene de los socios de la empresa conjunta, el Gobierno de Australia Occidental y el Gobierno de Australia. Los servicios de Pawsey son gratuitos para los miembros de la empresa conjunta. El acceso gratuito a las supercomputadoras también está disponible para los investigadores de Australia a través de un proceso de mérito competitivo. Los servicios también se proporcionan a la industria y el gobierno.
Pawsey proporciona infraestructura para soportar un flujo de trabajo de investigación computacional. Esto incluye supercomputadoras y computación en la nube, almacenamiento de datos y visualización. La infraestructura se encuentra en los miembros de la empresa conjunta, unida por una red dedicada de alta velocidad.
Pawsey es un componente integral de los telescopios de radioastronomía del Arsenal de Kilómetros Cuadrados de Australia (ASKAP) y del Murchison Widefield Array (MWA). Una red dedicada conecta los telescopios directamente al Centro Pawsey, donde los datos se procesan, almacenan y visualizan de forma remota. Esta red es operada por AARNet, con el enlace Perth-Geraldton financiado por el Programa de Puntos Negros Regionales del Gobierno de Australia.
- Datos: Q19876890